# Kédougou (departamento)
Kédougou é um departamento da região de Kédougou, no Senegal. Antes de 2008 pertencia a Região de Tambacounda.